# Aéroport de Maun
L'aéroport de Maun (code IATA : MUB • code OACI : FBMN) est un aéroport situé à Maun, dans le District du Nord-Ouest, au Botswana.

## Histoire
Maun, comme la plupart des régions en Afrique australe, a une longue histoire aéronautique.
Les premiers avions s'y posèrent avant la Deuxième Guerre mondiale - dans les années 1930. La piste de ce premier terrain d'atterrissage est devenue aujourd'hui la rue principale de Maun.
Les premiers vols connus eurent lieu en juillet 1925. Deux Airco DH.9 no 142 et no 144 pilotés par le capitaine C.W. Meredith et le lieutenant. L. Tasker des forces aériennes de l'Union sud-africaine firent des vols de reconnaissance du bassin de l'Okavango au départ de Livingstone.

## Situation
Aujourd'hui, situé à 5 km du centre ville, l'aéroport international de Maun est un élément primordial de l'infrastructure locale et la passerelle touristique principale vers le delta, la réserve naturelle Moremi ou le parc national de Chobe. Ses infrastructures étriquées et périmées sont en cours de rénovation[Quand ?] (nouvelle piste et nouveau terminal).
| Francistown Gaborone Kasane Maun |

## Compagnies et destinations
Il y a seulement quelques vols réguliers quotidiennement, domestiques ou vers l'Afrique du Sud et la Namibie.

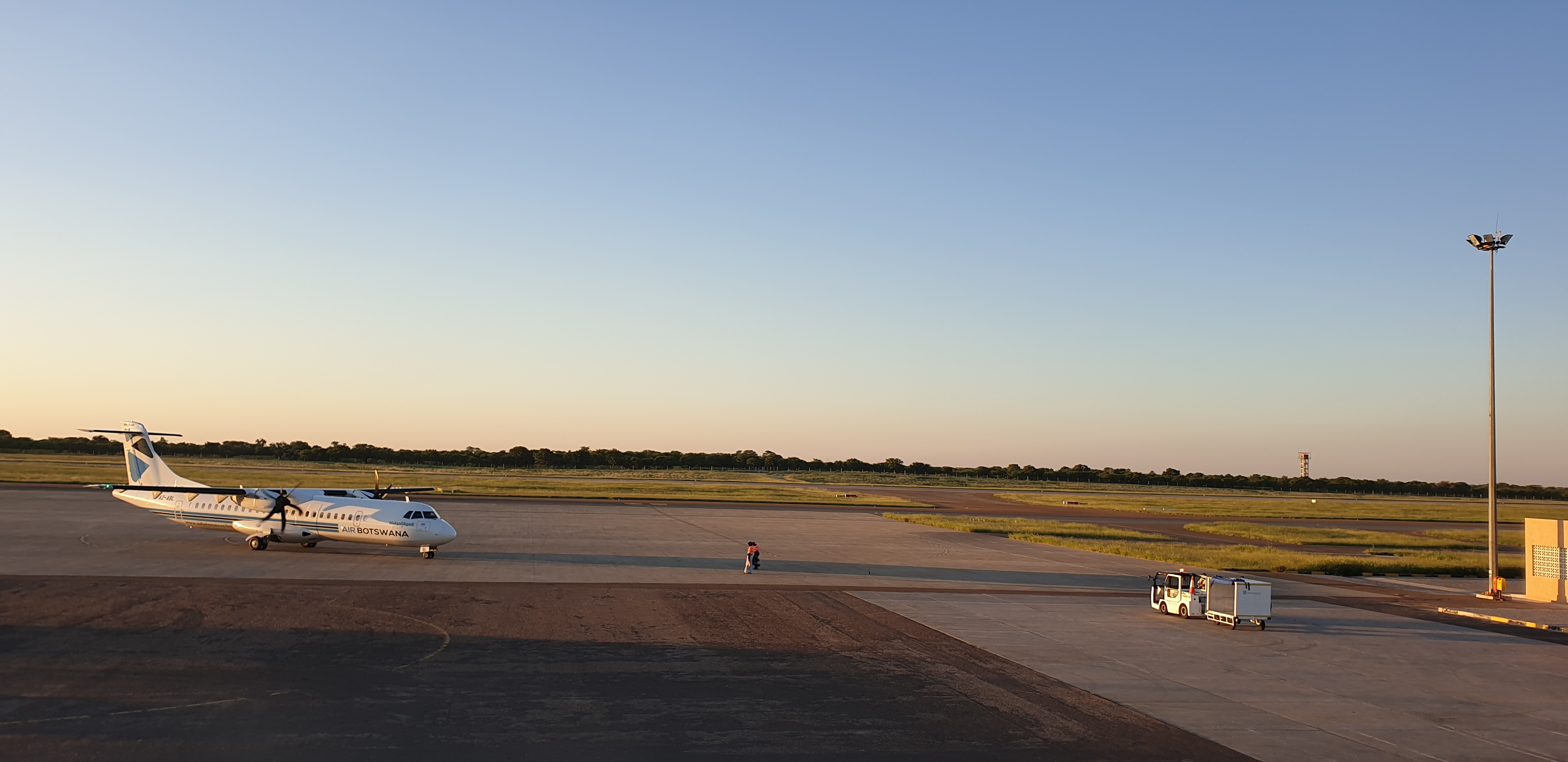
Un ATR 42 d'Air Botswana à l'aéroport de Maun (2019).

| Compagnies       | Destinations                                                      |
| ---------------- | ----------------------------------------------------------------- |
| Air Botswana     | Gaborone-S. Khama, Johannesbourg OR Tambo, Kasane, Victoria Falls |
| Airlink          | Johannesbourg OR Tambo, Le Cap                                    |
| CemAir           | Johannesbourg OR Tambo                                            |
| Fastjet Zimbabwe | Victoria Falls                                                    |

Actualisé le 29/11/2023